# Christliche Volkspartei (1965–1970)
Christliche Volkspartei (Kurzbezeichnung: CVP) war der Name einer politischen Partei in der Bundesrepublik Deutschland.
Die CVP entstand am 17. Juli 1965 durch Fusion der Zentrumspartei und der Saarländischen Volkspartei (SVP). Die SVP hatte sich von der Christlichen Volkspartei des Saarlandes abgespalten, nachdem diese 1959 in der CDU Saar aufgegangen war. Das Zentrum, welches in den 1920er Jahren die Zusatzbezeichnung Christliche Volkspartei getragen hatte, und die CVP des Saarlandes waren schon von Juli 1956 bis April 1957 unter dem Namen Christliche Volkspartei vereint. 
Geplant war die Einbeziehung von Deutscher Partei, Südschleswigschem Wählerverband, Bayernpartei und Badischer Volkspartei, die teilweise bereits an der Föderalistischen Union beteiligt gewesen waren. Diese kam jedoch nicht zustande. 
Die CVP nahm an der Bundestagswahl 1965 teil, jedoch nur im Saarland und in Nordrhein-Westfalen. Im Saarland erreichte die Partei immerhin 1,4 %, in NRW nur 0,1 % der gültigen Stimmen. Auf Grund des enttäuschenden Ergebnisses verließ das Zentrum die CVP wieder. 
Bereits im Juni 1965 war die SVP unter dem Namen Saarländische Volkspartei/Christliche Volkspartei (SVP/CVP) bei der Landtagswahl im Saarland angetreten und hatte mit 5,2 % (30.570 Stimmen) zwei Mandate erreicht, dabei allerdings mehr als die Hälfte des Stimmenanteils im Vergleich zu 1960 verloren. Auch nach dem Ausscheiden des Zentrums arbeitete der Landesverband unter dem Namen SVP/CVP weiter. 1970 reichte es nur noch zu 0,9 % (5.773 Stimmen). Nach dem Ausscheiden aus dem saarländischen Landtag 1970 wurde die politische Tätigkeit eingestellt.